# سيتيدين أحادي الفوسفات
السيتيدين أحادي الفوسفات (بالإنجليزية: Cytidine monophosphate)‏ يعرف كذلك بـ حمض 5'-سيتيديليك ويختصر CMP هو نوكليوتيد مستخدم كمونومر في الرنا. وهو إستر حمض الفوسفوريك مع نوكليوسيد السيتيدين، يتكون السيتيدين أحادي الفوسفات من مجموعة فوسفات وسكر ريبوز وقاعدة السايتوسين ومنه فإنه ريبونوكليوتيد أحادي الفوسفات. كمستبدل أو جذر يأخذ اسم السابقة سيتيديليل-، الهيئة منقوصة الأكسجين المقابلة له هي سيتيدين أحادي الفوسفات منقوص الأكسجين وتختصر (dSMP) أو (س.أ.ف.م).

## الأيض
يمكن أن تتم فسفرة السيتيدين أحادي الفوسفات إلى سيتيدين ثنائي الفوسفات بواسطة إنزيم CMP kinase، مع كون الأدينوسين ثلاثي الفوسفات أو الغوانوسين ثلاثي الفوسفات مانح مجموعة الفوسفات، بمـا أن السيتيدين ثلاثي الفوسفات يتم إنتاجه بواسطة إضافة أمين لليوريدين ثلاثي الفوسفات، فإن المصدر الرئيسي لليستيدين أحادي الفوسفات هو تحليل الرنا بواسطة ريبونوكلياز.